# بيتر روبنسون (كاهن أنجليكاني)
بيتر روبنسون (بالإنجليزية: Peter Robinson)‏ هو كاهن أنجليكاني بريطاني، ولد في 1961.